# FCER1A
FCER1A‏ (Fc fragment of IgE receptor Ia) هوَ بروتين يُشَفر بواسطة جين FCER1A في الإنسان.